# Diocèse de Bjørgvin
Le diocèse de Bjørgvin est l'un des onze diocèses que compte actuellement l'Église de Norvège qui est de confession luthérienne.
Son territoire s'étend sur l'ensemble des comtés de Hordaland et de Sogn og Fjordane, tandis que son siège se trouve à la Cathédrale de Bergen. L'évêque diocésien est actuellement Fredrik Waldemar Hvoslef.